# Römischer Streitwagen (Spiel)
Römischer Streitwagen ist die Bezeichnung für ein  Gruppenspiel, das spielsystematisch den Kooperationsspielen bzw. den Bewegungsspielen zugeordnet wird.

## Namensgebung
Die Spielbezeichnung leitet sich von dem antiken Streitwagen ab, der im Römischen Altertum als Kampfgerät in Kriegen, bei Triumphzügen nach gewonnener Schlacht, als Sportgerät in den Zirkusarenen und als Fahrzeug im Alltag zum Einsatz kam. Im Spiel der Kinder wird der Streitwagen in Form einer Menschenpyramide aus fünf Mitspielern dargestellt.

## Historisches
Das Nachbilden des Streitwagens und das Spiel mit ihm waren bereits in der römischen Antike als Kinderspiel verbreitet. Ein Zeugnis dafür findet sich in einem Fresko aus dem Haus der Vettier, das bei den Ausgrabungen des nach dem Ausbruch des Vesuv verschütteten Pompeji zutage kam und in das erste Jahrhundert n. Chr. datiert wird. Es zeigt einen Knaben, der auf einem kleinen, einem Streitwagen nachgebildeten Gefährt steht und zwei davorgespannte Spielkameraden, die das Gefährt ziehen, an langen Zügeln lenkt. Das heutige Spiel erlebte mit der New-Games-Bewegung der 1970er Jahre im Sog der Ideen der Friedensbewegung, die der vorherrschenden sportlichen Wettkampfkultur des Gegeneinander eine Spielkultur des Miteinander und des Spielens „ohne Sieger und Verlierer“ entgegensetzen wollte, zwar nicht seine Entstehung, aber über die öffentlichen großen Spielfeste eine weite Verbreitung.

## Spielgedanke
Der mit dem ‚Römischen Streitwagen’ verbundene Spielgedanke ist, „ein dem antiken Streitwagen ähnliches, aus Mitspielern gebildetes, funktionstüchtiges Spielgerät erschaffen“ oder (didaktisch) „Körper und Mitspieler als Spielimpulse erleben“. Das Spiel ist auf die Zusammenarbeit und bewegungstechnische Abstimmung in der Gruppe ausgerichtet, um ein funktionierendes Gefährt zustande zu bringen. Die Mitspieler müssen entsprechend ihrem Können an der richtigen Stelle eingesetzt werden, einander unterstützen und miteinander bei den geforderten Bewegungsabläufen kooperieren.

## Spielbeschreibung
Der Römische Streitwagen ist ein „Partnerspiel ohne Gerät“, das sich für Spieler ab etwa 8 Jahren eignet. Es finden sich dazu fünf Spielpartner zusammen, von denen zwei die Zugpferde, zwei den Streitwagen und einer den Wagenlenker darstellt. Die beiden Zugpferde verbinden sich über die einander zugewandten Arme. Die den Streitwagen darstellenden Mitspieler positionieren sich hinter ihnen in gebückter Haltung und stützen sich dabei auf den Hüften der Pferde ab. Der Wagenlenker klettert sodann auf die beiden Rücken des Streitwagens und ergreift in aufrechter Stellung die jeweils äußeren Hände der Pferde als Zügel. Es gilt, miteinander ein funktionstüchtiges Streitwagengespann zustande zu bringen und in Abstimmung der Bewegungsabläufe miteinander verschiedene Aufgaben zu erfüllen.

## Spielformen
Die Spielformen ergeben sich aus einer Reihe möglicher Aufgabenstellungen wie:
Der Streitwagen soll
- eine bestimmte Strecke zurücklegen
- eine Strecke in einer bestimmten Gangart (Schritt, Trab, Galopp) bewältigen
- bestimmte Kunststücke ausführen wie Rückwärts-, Seitwärts- oder Drehbewegungen
- einen Parcours mit Hindernissen, Kurven, Steigungen, Senken durchlaufen
- einen Wettlauf mit einem anderen Streitwagen bestehen
- kriegerische Zweikämpfe mit einem oder mehreren Konkurrenten austragen

## Spielvarianten
- Alter der Mitspieler: Bei jüngeren oder ängstlicheren Kindern kann der Wagenlenker statt im Stehen im Reitsitz agieren
- Spielerzahl: Der Streitwagen lässt sich auch aus drei Mitspielern bilden, wobei der Wagenlenker rittlings auf einem gebückten Mitspieler sitzt, der sich an den Hüften oder Händen des aufrecht gehenden Pferdes hält. Das Lenken erfolgt dann über die Schultern des Zugpferdes.

## Didaktische Bedeutung
Die Sinngebung und der didaktische Wert des Spiels ergeben sich aus der Notwendigkeit, sowohl bei der Konstruktion des Gespanns als auch bei den Bewegungen und der erfolgreichen Erledigung der gestellten Aufgaben als Team bestmöglich zusammenzuarbeiten. Es muss eine kräftemäßig sinnvolle Aufgabenverteilung bewerkstelligt und eine reibungslose Koordination der Einzelbewegungen geleistet werden. Das geschieht auf dem Wege von Absprachen, in erheblichem Maße aber auch durch das Erfühlen und harmonische Abstimmen der Bewegungen im Rahmen des Gespanns. Dabei werden mitmenschliche Erfahrungen gemacht und kooperationstechnische wie kinästhetische Fertigkeiten geschult. In einem gruppendynamischen Prozess wird gelernt, dass der Römische Streitwagen nur im Zusammenwirken seiner Einzelteile funktionieren und gegenüber konkurrierenden Fahrzeugen bestehen kann. Im Laufe des Spielgeschehens können Berührungsängste abgebaut, Freude an gemeinsamen Problemlösungsstrategien geweckt, das Lernen von Kommunikation und Kooperation gefördert werden. Dabei wird erfahrbar, dass neben den beliebten Kampfelementen auch kooperierende Elemente für das Spielen konstitutiv sind und es bereichern können.